# 陰夔
陰 夔（いん き、生没年不詳）は、中国の後漢時代末期の政治家、武将。

## 事跡
| 姓名         | 陰夔     |
| 時代         | 後漢時代 |
| 生没年       | 〔不詳〕 |
| 字・別号     | 〔不詳〕 |
| 出身地       | 〔不詳〕 |
| 職官         | 豫州刺史 |
| 爵位・号等   | －       |
| 陣営・所属等 | 袁尚     |
| 家族・一族   | 〔不詳〕 |

袁紹の三男袁尚の配下。かつては豫州刺史を務めたとされるため、袁氏家臣団の中でもかなり高位の人物と見られる。
建安7年（202年）の袁紹没後に、長男の袁譚と三男の袁尚が後継争いを起こした。その際に、騎都尉の崔琰を双方が招聘したが、崔琰は病気と称していずれにも与さなかった。そのため崔琰は、怒った袁尚に収監されてしまう。袁尚配下の陰夔と陳琳が取りなしたおかげで、なんとか赦免された。
建安9年（204年）、袁尚は、鄴を守備する袁尚の参謀審配を救援するために、鄴を包囲する曹操軍と戦う。しかし敗北を積み重ね、ついには降伏の使者として陰夔と陳琳を曹操の下に派遣したが、拒絶される。陰夔は都督将軍馬延・射声校尉郭昭と共に曹操に投降した。
小説『三国志演義』では、曹操への降伏の使者となった時のみ登場している。